# Dschingis Khan – Die goldene Horde
Dschingis Khan – Die goldene Horde (Originaltitel: The Golden Horde) ist ein US-amerikanischer Abenteuerfilm aus dem Jahr 1951 von George Sherman mit Ann Blyth und David Farrar in den Hauptrollen. Die Titelrolle des Dschingis Khan übernahm Marvin Miller. Der Film wurde von Universal-International Pictures produziert und basiert auf einer Story von Harold Lamb.

## Handlung
Im Jahr 1220 führt der Mongolenherrscher Dschingis Khan seine Krieger, die als Goldene Horde bekannt und gefürchtet ist, auf einen Feldzug durch das Persische Reich. Er schickt seinen Sohn Dschötschi und den Verbündeten Tugluk, König der Kalmücken, aus, um die Stadt Samarkand anzugreifen und zu zerstören. Die Prophezeiung, dass derjenige, der Samarkand zerstört, selbst zerstört wird, ignoriert er. Englische Kreuzfahrer unter Sir Guy of Devon warnen ihn, dass der christliche Gott seine teuflischen Barbaren besiegen wird.
Auf ihrem Weg nach Samarkand begegnen die Engländer dem Militärführer Herat, der sie der Herrscherin der Stadt, Prinzessin Shalimar, vorstellt. Herat muss Shalimar mitteilen, dass seine Truppen geschlagen sind. Die Prinzessin will die Engländer und die überlebenden Einwohner Samarkands in die umliegenden Berge schicken, doch Sir Guy, der Shalimar für schwach und dumm hält, besteht darauf, die Prinzessin zu schützen. Nazza, der Astrologe, fertigt eine Prophezeiung an, die besagt, dass der Feldherr aus dem Osten, der Samarkand einnimmt, die Prinzessin zur Frau bekommt und mit ihr über die Welt herrscht. Die Prophezeiung führt zu einer Rivalität zwischen Dschötschi und Tugluk. Erst der Schamane des Khans, Rabe, kann verhindern, dass die beiden sich gegenseitig töten. 
Die Engländer greifen die Mongolen unerwartet an, was Shalimar dazu zwingt, in den Katakomben unter dem Palast Schutz zu suchen. Sir Guy findet sie dort. Shalimar will ihm einen Geheimgang zeigen, der in die Berge führt, wenn er dafür die Überlebenden beschützt. Statt einer Antwort küsst er die Prinzessin. Der Rabe will den Kampf zwischen Dschötschi und Tugluk durch den Khan selber entscheiden lassen und sendet einen Boten. Sir Guys Bogenschützen töten den Mann, was Shalimar Zeit gibt, weiteren Unfrieden zwischen den beiden Rivalen zu stiften. Dschingis Khan wird wegen des Ausbleibens von Nachrichten ungeduldig und schickt selber einen Boten mit der Nachricht, dass er mit dem Rest der Horde in die Stadt kommen werde. Diesmal kommt der Bote durch und dem Raben wird klar, dass die Engländer in den Bergen sind.
Der Rabe gibt Dschötschi und Tugluk den falschen Befehl, Samarkand niederzubrennen und die Prinzessin zu töten. Shalimars Kammerzofe Lailee hört den Befehl und warnt Shalimar, die nun in die Berge flüchtet. Sir Guy überzeugt sie von seinen militärischen Plänen. Dennoch schleicht sich Shalimar in den Palast. Dort kann sie Tugluk überzeugen, dass der Rabe ihn angelogen hat. Tugluk übernimmt mit seinen Kriegern den Palast, tötet Dschötschi und verwundet den Raben. Bei der Siegesfeier vergiftet Shalimar Tugluks Wein. Doch bevor er trinken kann, greifen die Engländer an und besiegen die Kalmücken, wobei Sir Guy Tugluk in einem Schwertkampf tötet. Kurz darauf steht die Goldene Horde mit Dschingis Khan vor den Toren der Stadt. Sir Guy zwingt den sterbenden Raben, dem Khan zu überzeugen, dass die Stadt tatsächlich verflucht ist. Der Khan tötet den Raben und zieht sich mit seiner Horde zurück. Sir Guy nimmt Shalimar in die Arme und schwört, beim Wiederaufbau Samarkands zu helfen.

## Produktion

### Hintergrund
Gedreht wurde der Film vom 9. Januar bis zum 7. Februar 1951 in den Vasquez Rocks, im Death Valley sowie in den Universal-Studios in Universal City.
Laut einem Artikel der New York Times vom 4. Februar 1951 verfasste Harold Lamb die Originalstory auf Vorschlag von Produzent Robert Arthur. Arthur bekam dafür einen Credit als Mitproduzent, obwohl er Universal schon verlassen hatte. 
Der Artikel führte zudem aus, wie Szenen durch Einsatz von perspektivischen Malereien, die den oberen Teil des Kamerabildes bedeckten, panoramischer wirkten.

### Stab
Bernard Herzbrun und Alexander Golitzen oblag die künstlerische Leitung. Russell A. Gausman und Julia Heron waren für das Szenenbild zuständig, Leah Rhodes für die Kostüme, Bud Westmore für das Maskenbild. Verantwortliche Toningenieure waren Leslie I. Carey, Glenn E. Anderson und Bill Swartz. Frank X. Shaw arbeitete zusammen mit seinem Bruder Tom Shaw als Regieassistent.

### Besetzung
Im Abspann unerwähnt blieben Leon Belasco als Nazza und Robert Hunter als Herat.

## Synchronisation
| Rolle            | Schauspieler    | Deutscher Synchronsprecher |
| ---------------- | --------------- | -------------------------- |
| Sir Guy of Devon | David Farrar    | Peter Lakenmacher          |
| Raven            | George Macready | Harald Pages               |
| Dschötschi       | Henry Brandon   | Stefan Brönneke            |
| Nazza            | Leon Belasco    | Wolf Rahtjen               |

Anmerkung: Die kursiv geschriebenen Namen sind Rollen und Darsteller, die nicht im Abspann erwähnt wurden.

## Veröffentlichung
Die Premiere des Films fand im Oktober 1951 statt. In der Bundesrepublik Deutschland kam er am 22. August 1952 in die Kinos, in Österreich im September 1952.

## Kritiken
Das Lexikon des internationalen Films schrieb: „Stilloses historisches Abenteuerkino voller Orientklischees und unbekümmerter Grausamkeiten.“
Die Filmzeitschrift Cinema befand: „Goldene Horden trotzen blecherner Story.“
Virginia Graham bemerkte in der britischen Zeitschrift The Spectator, es sei schwer zu erkennen, wen der Film eher ansprechen werde: vielleicht die sehr Naiven oder eher diejenigen mit einem perversen Vergnügen an Hollywoods Historienhorror. Der Film biete eine Fülle an Trivialität, wie sie sich ein Kritiker nur wünschen könne. Der unbeabsichtigte Humor sei herrlich, die Dialoge und die Darstellungen so entsetzlich, die Situationen so grotesk, dass nur die nettesten Zuschauer sich vor Lachen nicht krümmen.
Der Kritiker des TV Guide sah einen Film mit schneller und wilder Action und guter Farbgebung in den Kampfszenen.